# Leonard Lodewijk De Bo
Leonard Lodewijk De Bo (Beveren-Leie, 27 september 1826 - Poperinge, 25 augustus 1885) was een West-Vlaamse priester-leraar, lexicograaf en dichter, later deken te Poperinge. Hij wordt vooral herinnerd door zijn taal- en dialectonderzoek, met als bekende werk zijn Westvlaamsch Idioticon. Samen met Guido Gezelle was hij een van de voorvechters van het West-Vlaams taalparticularisme. Daarnaast verschenen van hem ook talrijke gedichten en kruidenkundige werken.

## Biografie
Leonard Lodewijk De Bo werd in 1826 te Beveren-Leie geboren in een landbouwersgezin. Hij groeide daar op als oudste van vijf, met vier zussen, in de wijk De Rode Poort. In 1840 begon hij aan het college van Tielt; hij was er de primus van de klas en ontwikkelde ook diverse buitenschoolse interesses, onder andere voor de sterrenwereld. In 1846 koos hij voor de priesteropleiding aan het Grootseminarie van Brugge en begon vanaf toen traditionele volkse West-Vlaamse woorden en uitdrukkingen te verzamelen.
Op 15 maart 1851 werd De Bo door Mgr. Malou, de bisschop van Brugge, tot priester gewijd. Hij werd enkele maanden hulppriester in Assebroek, in september van dat jaar werd hij aangesteld aan het Brugse Sint-Lodewijkscollege. Hij was er 22 jaar leraar in de poësis en retorica, waar hij als leerlingen onder anderen had: Lodewijk Van Haecke, Edward Gailliard, Adolf Duclos, Joseph Herreboudt, Julien van Caloen de Basseghem en Jozef Axters.
In 1873 werd hij pastoor in Elverdinge. Van 1882 tot 1884 was hij pastoor in Ruiselede, waar hij samenwerkte met de priester-schrijver Gustaaf-Hendrik Flamen. Het laatste jaar voor zijn overlijden was hij ten slotte deken in Poperinge.
Vanaf zijn studententijd (1846-1851) verzamelde hij gegevens voor latere publicatie, zowel door opzoekingen in de geschreven bronnen als door observatie van de gesproken taal. Hij werd hierin bijgestaan door verschillende vrienden, in de eerste plaats door Guido Gezelle. Dit jarenlange opzoekings- en verzamelwerk resulteerde in de publicatie van het Westvlaamsch Idioticon. De eerste aflevering verscheen in 1870 bij Beyaert-Defoort in Brugge, en was gedrukt door E. Gailliard, een van z'n oud-leerlingen. De laatste aflevering verscheen in 1873, wat resulteerde in een totaal van meer dan 28.000 West-Vlaamse woorden over 1500 bladzijden. Het werk kostte toen 35 frank. Het Westvlaamsch Idioticon werd van 1890 tot 1892 heruitgegeven door Joseph Samyn uit Menen. In 1970 en 1976 werden fotografische herdrukken uitgebracht door de uitgeverij Familia et Patria in Handzame.
In 1873 was hij een van de oprichters van de Gilde van Sinte Luitgaarde te Brugge, een studiekring van priesters die het tijdschrift Rond den Heerd en het taalparticularisme ondersteunden: hij was een fel voorstander van het behoud van het Westvlaams als zelfstandige taal en voerde daarover met name een polemiek met Jan Nolet de Brauwere van Steeland.
De Bo overleed in Poperinge op 25 augustus 1885. Reeds enkele maanden daarna had in Tielt onder impuls van het Davidsfonds en Guido Gezelle een grootse herdenking plaats. Na zijn dood verschenen in 1887 nog Schatten uit de Volkstaal over Vlaamse spreekwoorden, en zijn Kruidwoordenboek in 1888.
In Poperinge werd op initiatief van Guido Gezelle in 1887 een monumentaal grafmonument gebouwd; op 24 augustus 1913 werd een herdenking gehouden op een algemene Landdag van het Davidsfonds. Op 8 september 1935, 50 jaar na zijn overlijden, werd hij in z'n geboortedorp Beveren-Leie herdacht, en werd onder impuls van Leon Defraeye een gedenkplaat aangebracht aan de gevel van zijn geboortehuis. In 1976, 150 jaar na zijn geboorte, werd door de Beverse heemkundige kring De Clocke en het Davidsfonds in de kerk van het dorp een gedenkteken onthuld. In Poperinge siert een gedenkplaat de gevel van het decanaat in de Priesterstraat 18 en de stad heeft een Deken De Bolaan.

## Publicaties

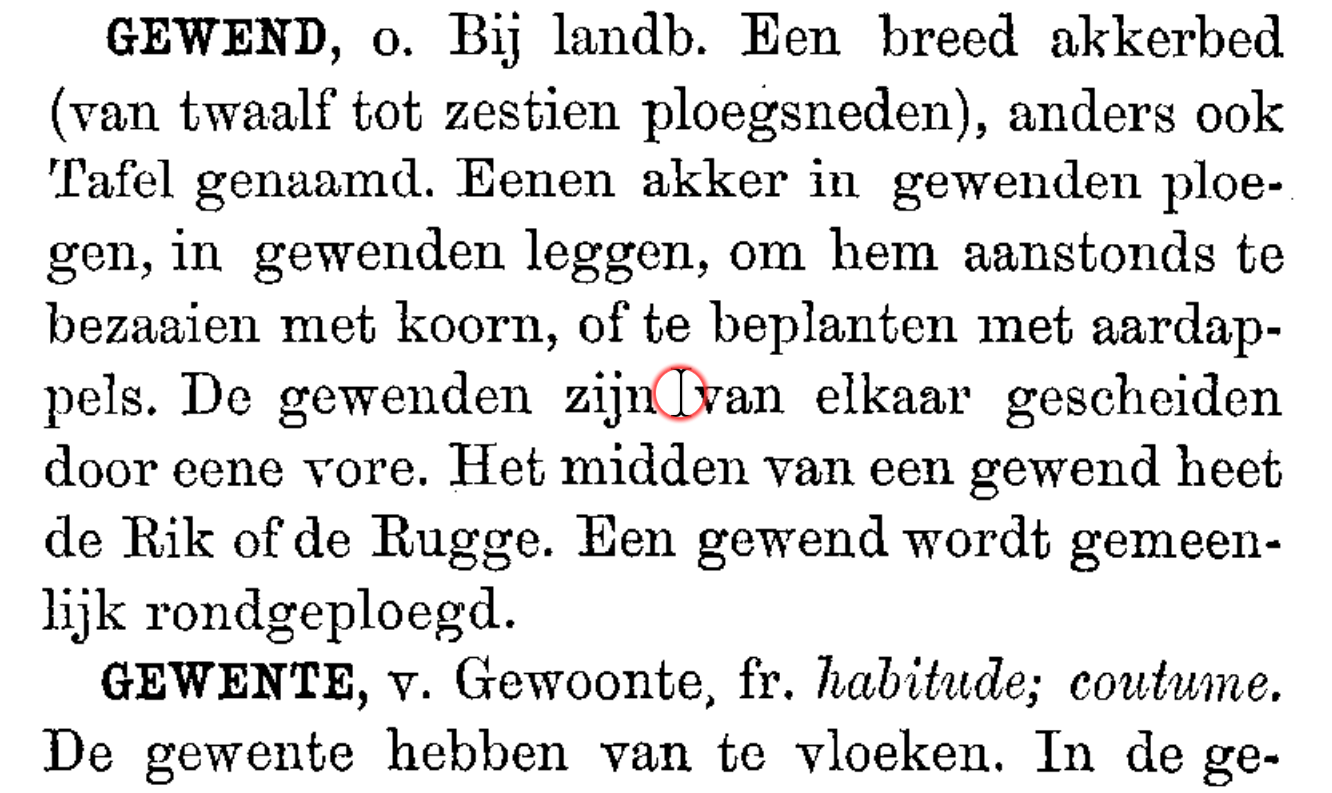
Screenshot "gewend - gewente" uit het Westvlaamsch Idioticon

De Bo vertaalde twee werken van Louis Veuillot uit het Frans, met als titels:
- De pastor van Quathem (1877)
- Mijnheer Planson, missionaris in Frankrijk (1877)

Verder schreef hij:
- Pie IX in 1862, Gent, 1862
- De Moedertaal, Gent, 1864 (opgenomen in de latere bundel Gedichten)
- Kleine nederduitsche spraakkunst voor Vlamingen, Brugge, 1869 en 1874
- Westvlaamsch Idioticon, Brugge, 1870-73[4]
- Gedichten, Brugge, 1873[5]
- Beschrijving van een uitmuntend mirakel, geschied te Poperinghe den 14 maart 1479, aangaande een misdragen kind, dat na drie dagen begraven geweest te zijn, den vierden dag het leven en het H. doopsel ontving, enz., Poperinge, 1879; herdruk van een oud boek door de Bo overzien en verbeterd.

De Bo leverde verder ook bijdragen aan Gezelle's tijdschriften Rond den Heerd en Loquela, en aan  De Katholijke Zondag en De Toekomst; in de Handelingen der gilde van Sinte-Luitgartorde, komen twee redevoeringen van hem voor, namelijk
1. Over de dialectische woorden en wendingen die burgerrecht in de schrijvende taal verdienen" en
2. Waarom er geene eloquentie in het letterkundig Nederlandsch is" (Brugge, 1874 en 1875).

Na zijn dood verschenen:
- Deken de Bo's Kruidwoordenboek, bewerkt en uitgegeven door Joseph Samyn, Gent, 1888.[7]